# Hirono (Iwate)
Hirono (jap. 洋野町, -chō) ist eine Stadt im Landkreis Kunohe in der Präfektur Iwate auf Honshū, der Hauptinsel von Japan.

## Geografie
Hirono liegt an der Sanriku-Küste am Pazifischen Ozean im äußersten Norden der Präfektur Iwate. Ein Großteil des Gemeindegebietes ist Bergland, so dass sich die Bevölkerung auf die Küstenabschnitte, sowie Berg- und Flusstäler konzentriert.
Die Gemeinde besteht aus folgenden neun Ortsteilen. An der Küste liegen von Nord nach Süd Taneichi (種市), Okonai (小子内), Uge (有家) und Nakano (中野) an der Südgrenze. Etwa 15 Kilometer im Inland in einem ausgedehnten Flussbecken des Ōno-Flusses (大野川) liegt das relativ dicht besiedelte Ortskern von Ōno (大野, dt. „großes Feld“). Der Ōno-Fluss bildet auch südliche Westgrenze und entspringt im Südwesten der Gemeinde. In der unmittelbaren Nähe entspringt auch der Kōge-Fluss (高家川) entlang dem sich in einer Hochebene die Ortsteile Mizusawa (水沢), Taishima (帯島) und, immer noch knapp 10 km von der Küste entfernt, Akogi (阿子木) befinden. Danach bildet der Fluss die Südgrenze der Gemeinde, bis er in den Ozean mündet. Der Ōno-Fluss mündet etwas nördlich vom Ortszentrum von Ōno in den Uge-Fluss (有家川), der bei Uge in den Pazifik mündet, während sich flussaufwärts an der Westgrenze Kamidate (上舘) befindet.
Nachbargemeinden sind Kuji im Süden, Karumai im Westen und Hashikami im Norden.

## Geschichte
Die Gemeinde entstand am 1. Januar 2006 durch die Vereinigung der Stadt Taneichi und des Dorfes Ōno.
Hirono ist ein Beispiel dafür, dass bei dem am 11. März 2011 vom Tōhoku-Erdbeben ausgelösten Tsunami die Deiche diejenigen Gemeinden Japans erfolgreich schützen konnten, in denen der vom Erdbeben ausgelöste Tsunami niedriger als die Deiche war. Während der Tsunami in der Stadt Hirono eine Höhe von 9,5 m über dem Gezeitenstand hatte, waren die Deiche hier 12 m höher als der Gezeitenstand, und es kam zu keiner Überflutung der Stadt Hirono. Nach anderen Angaben hatten die Flutwellen eine Höhe von 6,3 bis 15 Meter. Von einem Zufluchtsort aus wurde beobachtet, wie der Tsunami 41 Fischerboote wegschwemmte. Die Boote wurden später 2–3 km in der hohen See in einer Linie gefunden. 10 Wohngebäude wurden völlig und 15 weitere teilweise zerstört. Das Postamt Hirono wurde beschädigt. Es kam in Hirono, wo sich der Großteil der Ortsteile landeinwärts befindet, weder zu Verletzten, noch zu Toten.

## Verkehr
Wichtigste Fernstraßen sind die Nationalstraße 45 nach Sendai oder Aomori sowie 395 nach Kuji oder Ninohe. Weitere sind die Präfekturstraßen 11, 20, 139, 150, 153, 164, 216, 247, 269 und 292.
An das Schienennetz ist die Gemeinde über die JR East Hachinohe-Linie angeschlossen mit Stationen innerhalb der Gemeinde in Kadonohama, Hiranai, Taneichi, Tamagawa, Shukunohe, Rikuchū-Yagi, Uge und Rikuchū-Nakano.
Zudem befinden sich in der Gemeinde die Häfen Tateichi (種市港), Tamagawa (玉川港), Heruke (戸類家港), Shukunohe (宿戸港), Yagi (八木港), sowie weitere Fischhäfen. Der Yagi-Hafen gehört zu den wichtigsten der Präfektur.

## Bildung
In Hirono befinden sich die Grundschulen (洋野町立X小学校, Hirono-sonritsu X shōgakkō) Tateichi (種市), Hiranai (平内), Kadonohama (角浜), Jōnai (城内), Shukunohe (宿戸), Nakano (中野), Ōno (大野), Ringō (林郷), Taishima (帯島) und Mukaida (向田), die Mittelschulen (洋野町立X中学校, Hirono-sonritsu X chūgakkō) Tateichi, Shukunohe, Nakano, Ōno-Daiichi (大野第一, „1. Mittelschule Ōno“) und Ōno-Daini (大野第二, „2. Mittelschule Ōno“), sowie die beiden präfekturalen Oberschulen (岩手県立種市高等学校, Iwate-kenritsu X kōtō gakkō) Tateichi und Ōno.